# 35e législature du Québec
La 35e législature du Québec a été élue lors de l'élection générale québécoise de 1994 tenue le 12 septembre 1994. Elle a duré jusqu'au 21 octobre 1998 au moment de la dissolution de l'Assemblée nationale afin de tenir les 36e élections générales. Cette législature a vu se succéder le gouvernement de Jacques Parizeau (1994-1996) et celui de Lucien Bouchard (1996-2001). Cette législature a été marquée par la tenue du second référendum sur la souveraineté du Québec en 1995.

## Chronologie
- 24 juillet 1994 : Dissolution de la 34e législature par le lieutenant-gouverneur à la demande de Daniel Johnson.
- 12 septembre 1994: 35e élection générale québécoise portant à l'Assemblée nationale 77 députés du Parti québécois, 47 du Parti libéral du Québec et 1 de l'Action démocratique du Québec.
- 26 septembre 1994 : Formation du Conseil des ministres de Jacques Parizeau.
- 29 novembre 1994 : Ouverture de la 1re séance de la 35e législature par l'élection de Roger Bertrand comme président de l'Assemblée nationale et de Pierre Bélanger et Raymond Brouillet comme vice-présidents. Le discours d'ouverture est tenu le même jour[1].

## Liste des députés
|  | Nom                                | Parti                                                                 | Circonscription             |
|  | ---------------------------------- | --------------------------------------------------------------------- | --------------------------- |
|  | André Pelletier                    | Parti québécois                                                       | Abitibi-Est                 |
|  | François Gendron                   | Parti québécois                                                       | Abitibi-Ouest               |
|  | Yvan Bordeleau                     | Libéral                                                               | Acadie                      |
|  | Pierre Bélanger                    | Parti québécois                                                       | Anjou                       |
|  | Régent Beaudet (1994-1997)         | Libéral                                                               | Argenteuil                  |
|  | David Whissell (1997-1998)         | Libéral                                                               | Argenteuil                  |
|  | Jacques Baril                      | Parti québécois                                                       | Arthabaska                  |
|  | Normand Poulin                     | Libéral                                                               | Beauce-Nord                 |
|  | Paul-Eugène Quirion (1994-1996)    | Libéral                                                               | Beauce-Sud                  |
|  | Diane Leblanc (1997-1998)          | Libéral                                                               | Beauce-Sud                  |
|  | André Chenail                      | Libéral                                                               | Beauharnois-Huntingdon      |
|  | Claude Lachance                    | Parti québécois                                                       | Bellechasse                 |
|  | Gilles Baril                       | Parti québécois                                                       | Berthier                    |
|  | Robert Thérien                     | Libéral (1994-1996) Indépendant (1996-1997)                           | Bertrand                    |
|  | Denis Chalifoux (1997-1998)        | Libéral                                                               | Bertrand                    |
|  | Céline Signori                     | Parti québécois                                                       | Blainville                  |
|  | Marcel Landry                      | Parti québécois                                                       | Bonaventure                 |
|  | Yvon Charbonneau (1994-1997)       | Libéral                                                               | Bourassa                    |
|  | Michèle Lamquin-Éthier (1997-1998) | Libéral                                                               | Bourassa                    |
|  | Camille Laurin                     | Parti québécois                                                       | Bourget                     |
|  | Jean-Pierre Charbonneau            | Parti québécois                                                       | Borduas                     |
|  | Pierre Paradis                     | Libéral                                                               | Brome-Missisquoi            |
|  | Louise Beaudoin                    | Parti québécois                                                       | Chambly                     |
|  | Yves Beaumier                      | Parti québécois                                                       | Champlain                   |
|  | Claire Vaive                       | Libéral                                                               | Chapleau                    |
|  | Jean Rochon                        | Parti québécois                                                       | Charlesbourg                |
|  | Rosaire Bertrand                   | Parti québécois                                                       | Charlevoix                  |
|  | Jean-Marc Fournier                 | Libéral                                                               | Châteauguay                 |
|  | Raymond Brouillet                  | Parti québécois                                                       | Chauveau                    |
|  | Jeanne L. Blackburn                | Parti québécois                                                       | Chicoutimi                  |
|  | Thomas Mulcair                     | Libéral                                                               | Chomedey                    |
|  | Denise Carrier-Perreault           | Parti québécois                                                       | Chutes-de-la-Chaudière      |
|  | Jean Campeau                       | Parti québécois                                                       | Crémazie                    |
|  | Lawrence S. Bergman                | Libéral                                                               | D'Arcy-McGee                |
|  | Hélène Robert                      | Parti québécois                                                       | Deux-Montagnes              |
|  | Normand Jutras                     | Parti québécois                                                       | Drummond                    |
|  | Gérard-Raymond Morin               | Parti québécois                                                       | Dubuc                       |
|  | Denis Perron (1994-1997)           | Parti québécois                                                       | Duplessis                   |
|  | Normand Duguay (1997-1998)         | Parti québécois                                                       | Duplessis                   |
|  | Joseph Facal                       | Parti québécois                                                       | Fabre                       |
|  | Roger Lefebvre                     | Libéral                                                               | Frontenac                   |
|  | Guy Lelièvre                       | Parti québécois                                                       | Gaspé                       |
|  | Réjean Lafrenière                  | Libéral                                                               | Gatineau                    |
|  | André Boisclair                    | Parti québécois                                                       | Gouin                       |
|  | Robert Kieffer                     | Parti québécois                                                       | Groulx                      |
|  | Louise Harel                       | Parti québécois                                                       | Hochelaga-Maisonneuve       |
|  | Robert LeSage                      | Libéral                                                               | Hull                        |
|  | Richard Le Hir                     | Parti québécois (1994-1996) Indépendant (1996-1998)                   | Iberville                   |
|  | Georges Farrah                     | Libéral                                                               | Îles-de-la-Madeleine        |
|  | Geoffrey Kelley                    | Libéral                                                               | Jacques-Cartier             |
|  | Michel Bissonnet                   | Libéral                                                               | Jeanne-Mance                |
|  | Margaret F. Delisle                | Libéral                                                               | Jean-Talon                  |
|  | Claude Boucher                     | Parti québécois                                                       | Johnson                     |
|  | Guy Chevrette                      | Parti québécois                                                       | Joliette                    |
|  | Francis Dufour (1994-1996)         | Parti québécois                                                       | Jonquière                   |
|  | Lucien Bouchard (1996-1998)        | Parti québécois                                                       | Jonquière                   |
|  | France Dionne (1994-1997)          | Libéral                                                               | Kamouraska-Témiscouata      |
|  | Claude Béchard (1997-1998)         | Libéral                                                               | Kamouraska-Témiscouata      |
|  | Jacques Léonard                    | Parti québécois                                                       | Labelle                     |
|  | Jacques Brassard                   | Parti québécois                                                       | Lac-Saint-Jean              |
|  | Jean-Claude Gobé                   | Libéral                                                               | LaFontaine                  |
|  | Michel Côté                        | Parti québécois                                                       | La Peltrie                  |
|  | Fatima Houda-Pepin                 | Libéral                                                               | La Pinière                  |
|  | André Bourbeau                     | Libéral                                                               | Laporte                     |
|  | Denis Lazure (1994-1996)           | Parti québécois                                                       | La Prairie                  |
|  | Monique Simard                     | Parti québécois (1996) Indépendant (1996) Parti québécois (1996-1998) | La Prairie                  |
|  | Jacques Parizeau (1994-1996)       | Parti québécois                                                       | L'Assomption                |
|  | Jean-Claude St-André (1996-1998)   | Parti québécois                                                       | L'Assomption                |
|  | Christos Sirros                    | Libéral                                                               | Laurier-Dorion              |
|  | Serge Ménard                       | Parti québécois                                                       | Laval-des-Rapides           |
|  | Jean-Pierre Jolivet                | Parti québécois                                                       | Laviolette                  |
|  | Jean Garon                         | Parti québécois                                                       | Lévis                       |
|  | Michel Rivard                      | Parti québécois                                                       | Limoilou                    |
|  | Jean-Guy Paré                      | Parti québécois                                                       | Lotbinière                  |
|  | Paul Bégin                         | Parti québécois                                                       | Louis-Hébert                |
|  | Liza Frulla                        | Libéral                                                               | Marguerite-Bourgeoys        |
|  | François Beaulne                   | Parti québécois                                                       | Marguerite-D'Youville       |
|  | Cécile Vermette                    | Parti québécois                                                       | Marie-Victorin              |
|  | François Ouimet                    | Libéral                                                               | Marquette                   |
|  | Rémy Désilets                      | Parti québécois                                                       | Maskinongé                  |
|  | Yves Blais                         | Parti québécois                                                       | Masson                      |
|  | Matthias Rioux                     | Parti québécois                                                       | Matane                      |
|  | Danielle Doyer                     | Parti québécois                                                       | Matapédia                   |
|  | Madeleine Bélanger                 | Libéral                                                               | Mégantic-Compton            |
|  | Robert Perreault                   | Parti québécois                                                       | Mercier                     |
|  | Lyse Leduc                         | Parti québécois                                                       | Mille-Îles                  |
|  | Réal Gauvin                        | Libéral                                                               | Montmagny-L'Islet           |
|  | Jean Filion                        | Parti québécois (1994-1995) Indépendant (1995)                        | Montmorency                 |
|  | John Ciaccia                       | Libéral                                                               | Mont-Royal                  |
|  | Russell Williams                   | Libéral                                                               | Nelligan                    |
|  | Michel Morin                       | Parti québécois                                                       | Nicolet-Yamaska             |
|  | Russell Copeman                    | Libéral                                                               | Notre-Dame-de-Grâce         |
|  | Robert Benoît                      | Libéral                                                               | Orford                      |
|  | Gérald Tremblay (1994-1996)        | Libéral                                                               | Outremont                   |
|  | Pierre-Étienne Laporte (1996-1998) | Libéral                                                               | Outremont                   |
|  | Norman MacMillan                   | Libéral                                                               | Papineau                    |
|  | Michel Bourdon (1994-1996)         | Parti québécois                                                       | Pointe-aux-Trembles         |
|  | Nicole Léger (1996-1998)           | Parti québécois                                                       | Pointe-aux-Trembles         |
|  | Robert Middlemiss                  | Libéral                                                               | Pontiac                     |
|  | Roger Bertrand                     | Parti québécois                                                       | Portneuf                    |
|  | Daniel Paillé (1994-1996)          | Parti québécois                                                       | Prévost                     |
|  | Lucie Papineau (1997-1998)         | Parti québécois                                                       | Prévost                     |
|  | Sylvain Simard                     | Parti québécois                                                       | Richelieu                   |
|  | Yvon Vallières                     | Libéral                                                               | Richmond                    |
|  | Solange Charest                    | Parti québécois                                                       | Rimouski                    |
|  | Mario Dumont                       | Action démocratique                                                   | Rivière-du-Loup             |
|  | Pierre Marsan                      | Libéral                                                               | Robert-Baldwin              |
|  | Benoît Laprise                     | Parti québécois                                                       | Roberval                    |
|  | Rita Dionne-Marsolais              | Parti québécois                                                       | Rosemont                    |
|  | Lévis Brien                        | Parti québécois                                                       | Rousseau                    |
|  | Rémy Trudel                        | Parti québécois                                                       | Rouyn-Noranda—Témiscamingue |
|  | Gabriel-Yvan Gagnon                | Parti québécois                                                       | Saguenay                    |
|  | Monique Gagnon-Tremblay            | Libéral                                                               | Saint-François              |
|  | Nicole Loiselle                    | Libéral                                                               | Saint-Henri—Sainte-Anne     |
|  | Léandre Dion                       | Parti québécois                                                       | Saint-Hyacinthe             |
|  | Roger Paquin                       | Parti québécois                                                       | Saint-Jean                  |
|  | Normand Cherry                     | Libéral                                                               | Saint-Laurent               |
|  | André Boulerice                    | Parti québécois                                                       | Sainte-Marie—Saint-Jacques  |
|  | Claude Pinard                      | Parti québécois                                                       | Saint-Maurice               |
|  | Serge Deslières                    | Parti québécois                                                       | Salaberry-Soulanges         |
|  | Marcel Parent                      | Libéral                                                               | Sauvé                       |
|  | Bernard Brodeur                    | Libéral                                                               | Shefford                    |
|  | Marie Malavoy                      | Libéral                                                               | Sherbrooke                  |
|  | Pauline Marois                     | Parti québécois                                                       | Taillon                     |
|  | André Gaulin                       | Parti québécois                                                       | Taschereau                  |
|  | Jocelyne Caron                     | Parti québécois                                                       | Terrebonne                  |
|  | Guy Julien                         | Parti québécois                                                       | Trois-Rivières              |
|  | Michel Létourneau                  | Parti québécois                                                       | Ungava                      |
|  | David Payne                        | Parti québécois                                                       | Vachon                      |
|  | Diane Barbeau                      | Parti québécois                                                       | Vanier                      |
|  | Daniel Johnson (fils)              | Libéral                                                               | Vaudreuil                   |
|  | Bernard Landry                     | Parti québécois                                                       | Verchères                   |
|  | Henri-François Gautrin             | Libéral                                                               | Verdun                      |
|  | William Cusano                     | Libéral                                                               | Viau                        |
|  | Cosmo Maciocia                     | Libéral                                                               | Viger                       |
|  | David Cliche                       | Parti québécois                                                       | Vimont                      |
|  | Jacques Chagnon                    | Libéral                                                               | Westmount—Saint-Louis       |